# Onthophagus violaceotinctus
Onthophagus violaceotinctus är en skalbaggsart som beskrevs av Gillet 1925. Onthophagus violaceotinctus ingår i släktet Onthophagus och familjen bladhorningar. Inga underarter finns listade i Catalogue of Life.